# كريس تود
كريس تود (بالإنجليزية: Chris Todd)‏ (22 أغسطس 1981 في المملكة المتحدة - ) هو لاعب كرة قدم ويلزي في مركز الدفاع. لعب مع درودا يونايتد وسوانزي سيتي وفوريست غرين ونادي إكزتر سيتي ونادي توركي يونايتد ونادي هيرفورد ونيوبورت كونتي ونادي سالزبري سيتي وEastleigh F.C. ‏.

## وصلات خارجية
- كريس تود على موقع قاعدة بيانات كرة القدم.إي يو (الإنجليزية)
- كريس تود على موقع Soccerbase.com (لاعب) (الإنجليزية)